# Атлас Всероссийской империи
«А́тлас Всеросси́йской импе́рии» (Atlas Imperii Russici) — первый русский печатный географический атлас XVIII века, составленный Иваном Кириловым. В 1724—1737 годах он подготовил к печати не менее 37 карт, из которых ныне известны 28 (26 печатных и 2 рукописные), в том числе три атласа (1731—1732) по 10—12 карт.

## Общие сведения
«Атлас Всероссийской империи» И. К. Кирилова — уникальное произведение раннего периода отечественной научной картографии. В 30-х годах XVIII века атлас вышел в свет в составе немногим более десятка карт, хотя был задуман как общедоступный трехтомник из 360 карт. С тех пор атлас и карты, подготовленные для него, но так и не вошедшие в издание, стали библиографической редкостью.
Иван Кириллович Кирилов (1689—1737) был одним из выдающихся деятелей эпохи Просвещения в России, блестящим ученым, картографом, внесшим огромный вклад в развитие отечественной науки со времен Петра I. Он стал инициатором создания «Атласа Всероссийской империи», выпуск которого предваряла огромная исследовательская работа.
Кирилову удалось подготовить и издать несколько экземпляров атласа, а его карты получили широкую известность. Установить, сколько карт было включено в состав атласа, довольно трудно; возможно, свет увидели несколько экземпляров с разным составом карт. Не все карты были выполнены и гравированы одинаково качественно, и, вероятно, поэтому Кирилов не счел нужным поместить их все в «первую книгу» трехтомника.
Также трудно установить цифры тиражей, которыми печатались карты. Очевидно, они были немалыми, поскольку карты можно было свободно купить в книжных лавках Петербурга и Москвы. Распространились они не только по России, но и по странам Европы. Генеральная карта Российской империи, составленная несколько позже, послужила источником для составления новых карт нашей страны, помещенных в атласах ведущих картографических фирм того времени.
Находки последних лет позволяют определить примерное количество картографических документов, принадлежащих Кирилову. К началу XXI в. было принято считать, что за период с 1726 по 1737 год он подготовил к печати и издал не менее 37 карт, из которых найдено 28 (26 гравированных и 2 рукописных).
Общее число известных в нынешнее время листов карт (как найденных, так и известных по литературным или архивным сведениям) картографического наследия Кирилова достигает 41.

## Содержание
Иван Кирилович Кирилов «хотя незнатной породы был, но прилежными своими трудамии и острым понятием в канцелярии правительствующего Сената, из самых нижних чинов порядочно происходя, ещё при жизни высокославной памяти императора Петра Великого в чин сенатского секретаря произведён». Частые встречи Кирилова в сенате с Петром I, знакомство с его планами и наблюдение  за их осуществлением, сделали его убеждённым сторонником и продолжателем начинаний императора. Г.-Ф. Миллер называл Кирилова «любителем и знатоком географии своего отечества». 
Начальные картографические работы в России были связаны с гидрографией. Топографические же работы носили случайный характер. Я.В. Брюс рассказывал царю Петру Алексеевичу о том вреде, который причиняет государству отсутствие верных географических карт страны и отдельных её частей. 
Впервые как картограф проявил себя в декабре 1724 г. Петр I, присутствуя в Сенате, потребовал карты Сибири. Но так как карт Сибири в Сенате не нашлось, Кирилов предложил императору набор китайских карт, присланных из Пекина и карту Камчатки и Курил геодезиста И. Евреинова. В ответ Петр I приказал Кирилову составить по этим картам одну на одном листе. Выполняя этот приказ, «через одну ночь» Кирилов «своеручно нарисовал» сводную карту и передал её царю. Позднее Кирилов видел свою карту у Я.В. Брюса, который получил её от самого Петра «для скопирования».
Основная цель Кирилова была поистине масштабна — осуществить намерение Петра Великого, создать Генеральную карту и Атлас Российской империи. Задуманный им атлас должен был состоять из трех томов по 120 карт каждый. В первый том предполагалось поместить карты северной части России (территории от Балтийского моря до Белого моря), во второй — карты Южной части («украинския и низовския»), а в третий — включить карты «сибирских и закамских земель». Кроме того, Кирилов намеревался в будущем добавить к третьему тому исторические и экономические карты, но при том уровне развития знаний и техники это оказалось невыполнимым.
В «Атлас Кирилова» принято включать следующие карты:
- разграничение земли между Российским и Шведским государствами (1722 г.)
- Выборгский уезд (1726)
- Ингерманландия (1727)
- княжество Карельское и Кексгольмский уезд (1727)
- Олонецкий уезд (1728)
- Каргопольский уезд (1730)
- разграничение земли между Российской империей, китайскими владениями и монгольскими землями (1730)
- карта всей российско-китайской границы (1730)
- город Иркутск, Троицкая Крепость, город Удинск, Петропавловская Крепость (1730)
- Белозерский уезд (1731)
- Астраханские владения с 12 провинциями (1731)
- Бежецкий уезд (1731)
- Соликамская провинция (1731)
- Тобольская провинция (1731)
- Сибирское царство (1732)
- Пермь Великая (1732)
- Лифляндия (1732)
- Нижегородский уезд (1732)
- город Юрьев-Польский (1733)
- город Севск (1733)
- город Курск (1733)
- Клинский уезд (1733)
- Углицкий уезд (1733)
- генеральная карта Российской империи (1733)
- Москва-река (1734)
- Арзамасская провинция (1734)
- Арзамасский уезд (1734)
- река Волга от Саратова до устья (1734)
- генеральная карта Российской империи (1734)
- Сибирь или Тартария, включая Камчатку
- Большая Земля.

Гравёрами карт были Алексей Ростовцев и Алексей Зубов.
Источниками карт атласа Кирилова стали результаты съёмок первых русских геодезистов: карты Северо-Запада России Акима Клешнина, посольства С. Л. Рагузинского в Китай, итоговая карта Первой Камчатской экспедиции Петра Чаплина 1729 года, карта Каспийского моря Карла ван Вердена и 1721 годаФ. И. Соймонова, карта И. М. Евреинова и Ф. Ф. Лужина Курильских островов и Камчатки 1719 года, экспедиции И. Д. Бухгольца на Иртыш, похода И. М. Лихарева на озеро Зайсан-Нор.

## Оформление
Опыт выпуска первых карт показал, что для издания полного атласа потребуется много времени. Поэтому Кирилов пришел к мысли о необходимости по мере выхода карт из печати собирать и переплетать их в отдельные книги.
Карты гравировались и печатались на его собственные средства. Кирилов занимался окончательным оформлением карт, составляя легенды, посвящения, художественные виньетки и картуши. Нередко он включал в титул карты насыщенную характеристику изображаемой территории.
По заказу Кирилова в типографии Академии наук были изготовлены четыре листа, открывающих атлас: титульный лист, фронтиспис, портрет императрицы Анны Иоанновны и посвящение. И в начале 1730-х годов Кирилову удалось подготовить первый, подносной экземпляр, который состоял, предположительно, из четырех вводных листов и четырнадцати листов карт, напечатанных с 1724 по 1731 год и переплетенных в одну книгу.

## Поздние (похожие) издания
Карты Кирилова сыграли большую роль в развитии отечественной картографии. Впервые в истории Русского государства широким кругам русского общества было дано наглядное представление о России в целом и об отдельных её частях.
Следующим этапом стал «Атлас Российской империи» 1745 года, который состоял из 19 специальных карт и одной генеральной карты страны (гравировка и роспись Г. И. Унферцахт и М. И. Махаев). Полнота и композиционная целостность позволили официально признать его первым русским атласом.
Далее, по мере развития науки и совершенствования технологий, стали появляться более поздние атласы:
- «Российский № 1 атлас» 1776 года с 20 ландкартами и генеральной картой И. Ф. Трескотта и Якоба Шмидта.
- «Российский атлас» 1792 года, который состоял из 44 карт наместничеств и генеральной карты А. М. Вильбрехта.
- «Атлас Российской империи, состоящий из 52 карт» 1796 года.
- «Российский атлас из 43 карт состоящий и на 41 губернию империю разделяющий» 1800 года.
- «Атлас Российской империи» 1824 года.
- «Географический атлас Российской империи, царства Польского и Великого княжества Финляндского» 1828 года.
- «Атлас исторический, хронологический и географический Российского государства» 1829 года
- «Подробный атлас Российской империи» 1860 года Н. И. Зуева
- «Атлас Российской империи с планами губернских городов» 1865 года В. А. Полторацкого и А. Ильина.
- «Подробный атлас Российской империи» 1876 года А. Ильина, в состав последнего вошло уже 72 карты, включая несколько тематических карт России (административная, орогидрографическая, этнографическая и др.)
- «Россия. Географическое описание Российской империи по губерниям и областям с географическими картами» 1913 года. Кроме этого, выпускались региональные атласы, учебные атласы и атласы азиатской России.[6][7][8]

## Сведения о репринтном издании
В 2008 году петербургское издательство «Альфарет» совместно с Библиотекой Российской академии наук выпустило в свет репринтное издание «Атлас Всероссийской империи: Собрание карт И. К. Кирилова». Помимо существующих 28 карт, издатели обнаружили и включили в издание еще шесть — три печатные и три рукописные.
Были воспроизведены и вручную сшиты 34 листа карт и четыре вводных листа из оригинального атласа: титул, фронтиспис, посвящение императрице Анне Иоанновне и её портрет. Факсимильные листы предваряют вступительная статья и описания каждой карты, автором которых выступила специалист в области отечественной картографии, кандидат исторических наук О. А. Красникова. Уникальное произведение восстановлено в натуральной коже с золотым тиснением, с сохранением оригинального формата и качества изображений. Для переиздания использовалась специальная дизайнерская бумага.
Атлас вышел тиражом 25 экземпляров.